# Krafla
Krafla, er en 818 m høj centralvulkan med flere kratere i et stort vulkansystem med en diameter på 25 km i det nordlige Island ved Mývatn.
Krafla er den ene af Islands to Víti-kratere. Den anden befinder sig ved vulkansystemet Askja. En gasekplosion i 1724 indledte Kraflas aktive periode, der stadig ikke er afsluttet. Den voldsomme eksplosion fik islændingerne til at tro, at her åbnede helvede sig, deraf navnet Viti helvede. I krateret befinder der sig nu en turkisblå sø. 
1724-29 og 1746 udbrød den berygtede såkaldte Mývatn-ild. Talrige spalter åbnede sig, og en bred lavastrøm ødelagde store dele af bygden Reykjahlíð.
Kraflas indtil nu sidste udbrud var fra 1975-1984 og dannede en stor og stadig varm og svovldampende lavamark. Ved spalten Leirhnjúkur er det muligt at gå over lavamarken. I nærheden befinder der sig mange solfatarakilder.
De findes i et endnu større antal ved de nærliggende, boblende svovlkilder ved geotermalområdet
Námaskard. Siden 1977 har man i nærheden af Krafla udnyttet den geotermiske energi på elektricitetsværket Kröflustöð.
Øst for Reykjahlíð i nærheden af hovedvulkanen ligger det interessante 2000 år gamle askekrater Hverfjall i lavamarken Laxáhraun.